# Richard Robbins
Richard Robbins (4 de dezembro de 1940 - 7 de novembro de 2012) foi um compositor americano.
Ele foi duas vezes indicado ao Oscar de Melhor Trilha Sonora, pelos filmes Howard's End (1992) e The Remains of the Day (1993).

## Ligações Externas
Richard Robbins. no IMDb.